# The Crossing (album)
The Crossing je čtrnácté sólové studiové album amerického hudebníka Alejandra Escoveda. Vydáno bylo 14. září roku 2018, tedy dva roky po vydání předchozí desky Burn Something Beautiful. Jde o jeho vůbec první album, které nahrál mimo Spojené státy americké – stalo se tak v severní Itálii za doprovodu italských hudebníků. Zároveň na album přispěli také američtí hosté, například Wayne Kramer, James Williamson a Joe Ely. Na nahrávce dále hráli členové Pražského metropolitního symfonického orchestru. Ti své party nahráli v pražském studiu Sono. Jde o konceptuální album, které vypráví příběhy dvou lidí, přistěhovalců z Mexika a Itálie, kteří pracují v texaské restauraci. V USA však zjišťují, že země není tak otevřená a svobodná, jak si mysleli. V roce 2020 vydal Escovedo novou verzi alba, která obsahuje všechny anglické texty přezpívané do španělštiny.

## Seznam skladeb
| Pořadí         | Název                    | Délka |
| -------------- | ------------------------ | ----- |
| 1.             | Andare                   | 0:53  |
| 2.             | Footsteps in the Shadows | 4:49  |
| 3.             | Texas Is My Mother       | 3:01  |
| 4.             | Teenage Luggage          | 3:25  |
| 5.             | Something Blue           | 4:11  |
| 6.             | Outlaw for You           | 3:26  |
| 7.             | Amor Puro                | 2:38  |
| 8.             | Waiting for Me           | 3:17  |
| 9.             | How Many Times           | 4:29  |
| 10.            | Cherry Blossom Rain      | 3:36  |
| 11.            | Sonica USA               | 2:20  |
| 12.            | Rio Navidad              | 3:45  |
| 13.            | Silver City              | 5:57  |
| 14.            | Fury and Fire            | 2:13  |
| 15.            | Flying                   | 3:08  |
| 16.            | MC Overload              | 3:04  |
| 17.            | The Crossing             | 5:20  |
| Celková délka: | Celková délka:           | 59:35 |

## Obsazení
- Alejandro Escovedo – zpěv, kytara, perkuse
- Nicola Peruch – varhany, klavír, syntezátor
- Don Antonio – kytara, baskytara, klávesy, zpěv
- Denis Valentini – baskytara, perkuse, doprovodné vokály
- Gianni Perinelli – basklarinet
- Franco Naddei – beaty
- Matteo Monti – bicí, perkuse
- Vanni Crociani – klavír
- James Williamson – kytara
- Wayne Kramer – kytara
- John Perry – kytara
- Franz Valtieri – saxofon
- Gianni Perinelli – saxofon
- Vanni Crociani – smyčce
- Pražský metropolitní symfonický orchestr – smyčce
- Emma Morton – zpěv
- Nicholas Tremulis – zpěv
- Peter Perrett – zpěv
- Sabrina Rocchi – zpěv
- Freddy Trujillo – hlas
- Joe Ely – zpěv, hlas